# Scott Tupper
Scott William Martin Tupper (Vancouver, 16 de diciembre de 1986 - ) es un jugador canadiense de hockey sobre césped. 
Tupper comenzó a jugar con el Vancouver Hawks Field Hockey Club a la edad de ocho años. Scott Tupper es conocido por sus mortales acciones de arrastre y esquinas cortas. El único Iron Man de hockey sobre césped de Vancouver. En los últimos años, ha jugado principalmente como defensa central, capaz de lanzar pases aéreos de 50 yardas a sus delanteros. Su club local es el West Vancouver Field Hockey Club. También ha jugado semiprofesionalmente en Europa con HC Schaerweijde, Der Club an der Alster y  Racing Bruxelles,
Fue nombrado miembro del equipo de Canadá para los Juegos Olímpicos de Verano 2016 en Río de Janeiro.
Fue abanderado de Canadá en la ceremonia de inauguración en los Juegos Panamericanos de 2019 realizados en Lima, Perú. 